# Rzęsistkowica

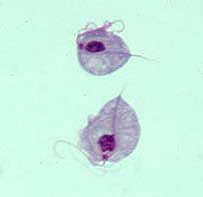
Rzęsistki pochwowe

Rzęsistkowica (trychomonadoza łac. trichomonadosis, ang. trichomoniasis) – choroba pasożytnicza dróg moczowo-płciowych człowieka i zwierząt wywoływana przez pierwotniaki z rodzaju Trichomonas (rzęsistki), przenoszona głównie drogą płciową.

## Charakterystyka pasożyta i cykl życiowy

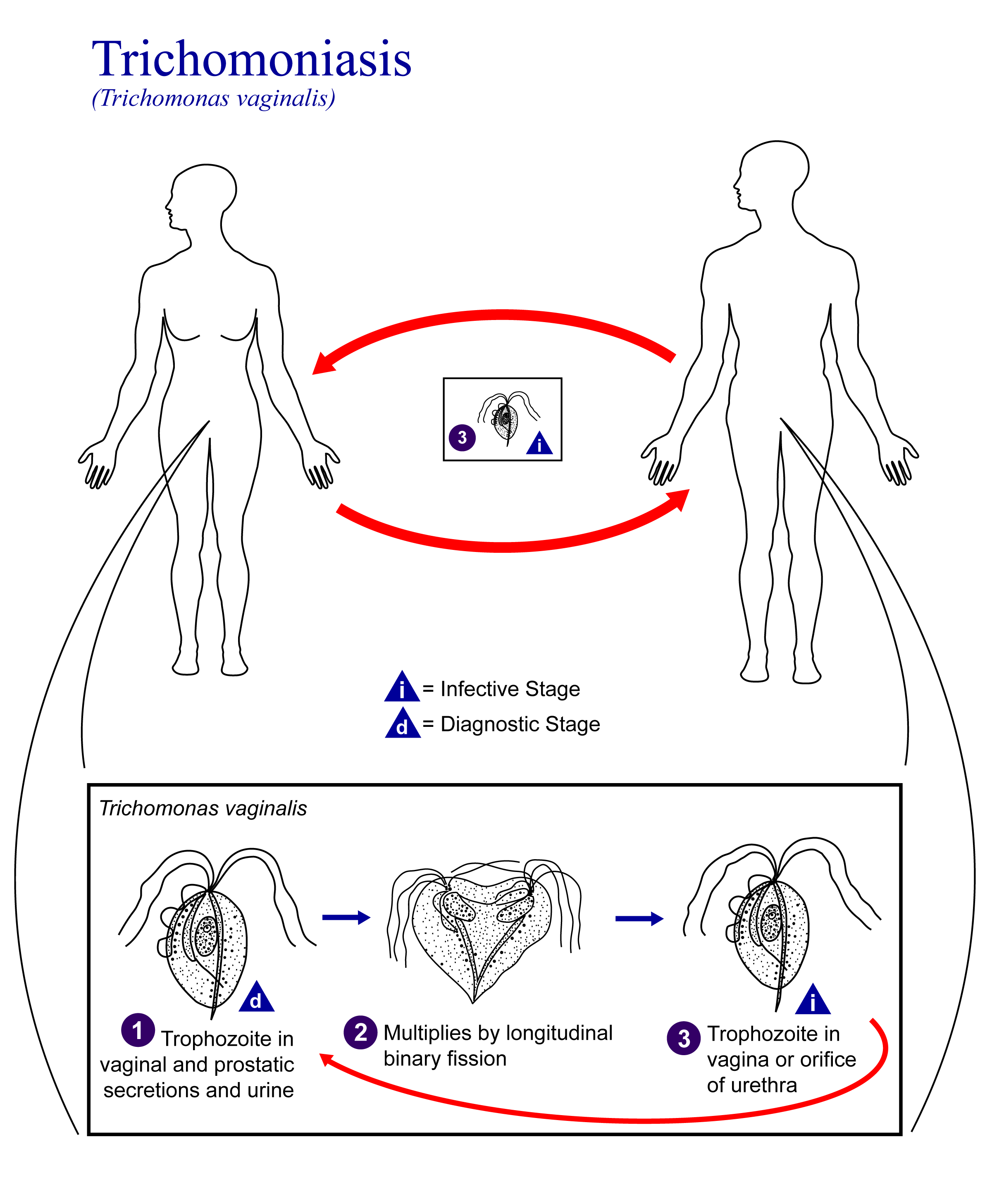
Cykl życiowy rzęsistka.

## Rzęsistkowica u ludzi
Źródło infekcji to chory partner seksualny, lecz możliwe jest też zarażenie przez używanie wspólnie przedmiotów higieny osobistej, bielizny. Rzęsistkowica częściej dotyczy kobiet niż mężczyzn.
Miejsce bytowania rzęsistka to pochwa, cewka moczowa, a u mężczyzn także gruczoł krokowy.

## Objawy i przebieg
- pieczenie, ból w cewce moczowej
- pojawianie się cuchnących, pienistych, żółto-zielonkawych upławów
- częstomocz
- dyzuria
- schorzenie może czasem przebiegać bez objawów lub ze skąpymi objawami

## Leczenie
Metronidazol i inne pochodne imidazolu (tynidazol, ornidazol) są lekami z wyboru.
Ważne jest, aby leczenie obejmowało partnerów seksualnych osoby chorej, a także zachowanie odpowiedniej higieny osobistej.

## Rzęsistkowica u zwierząt
Rzęsistkowica bydła
Czynnikiem wywołującym trychomonadozę bydła jest rzęsistek bydlęcy (Trichomonas foetus). Naturalnym żywicielem tego pasożyta jest bydło. U krów naturalnym miejscem bytowania rzęsistka jest macica, w pochwie występują tylko po kryciu. Objawia się problemami z zapłodnieniem oraz poronieniem płodu pomiędzy szóstym i dwunastym tygodniem ciąży. U buhajów głównie osiedlają się w fałdzie błony śluzowej napletka, żołędzi i prącia. Pasożyt został opanowany po masowym wprowadzeniu sztucznego zapłodnienia u bydła domowego. Jako że w Polsce stosuje się ten zabieg powszechnie, szkodliwość rzęsistka znacznie zmalała.
Rzęsistkowica świń
Trychomonadozę świń wywołuje rzęsistek świński (Trichomonas suis).
Rzęsistkowica gołębi i kurowatych
Wywołuje ją Trichomonas gallinae i Trichomonas gallinarum. Choroba występuje u gołębi, indyków i kur. Zarażenie tym pasożytem następuje przez zanieczyszczony pokarm i wodę. Najbardziej wrażliwe są młode ptaki. W obrazie klinicznym choroba przypomina histomonadozę. Jako pierwszy objaw występuje biegunka. Odchody są pieniste. Ptaki tracą apetyt, stają się senne. Śmierć następuje w ciągu 5 do 9 dni od zachorowania. W obrazie sekcyjnym stwierdza się rozdęcie jelit ślepych. W przewodzie pokarmowym występuje pienista jasnożółta treść pokarmowa. Błona śluzowa przewodu pokarmowego wykazuje zmiany nieżytowe lub dyfteroidalno-wrzodziejące.

## Klasyfikacja ICD10
| kod ICD10     | nazwa choroby                             |
| ------------- | ----------------------------------------- |
| ICD-10: A59   | Rzęsistkowica                             |
| ICD-10: A59.0 | Rzęsistkowica narządów moczowo-płciowych  |
| ICD-10: A59.8 | Rzęsistkowica umiejscowiona gdzie indziej |
| ICD-10: A59.9 | Rzęsistkowica, nieokreślona               |